# Минутный объём кровообращения
Мину́тный объём кровообраще́ния (МОК) — это количество крови, которое сердце прокачивает в минуту.
Минутный объём кровообращения в англоязычной литературе обозначают как cardiac output, и потому в переводной русскоязычной литературе можно встретить термин «сердечный выброс» в качестве синонима МОК.
Величина МОК имеет большое диагностическое значение, так как она наиболее полно характеризует кровоснабжение в целом.

## Общие сведения
МОК может изменяться при изменении частоты систол (т.е. частоты сердечных сокращений) или объёма крови, выталкиваемого из одного желудочка за одно сокращение (систолический объём)». Математически сердечный выброс можно представить в виде их произведения:
МОК = ЧСС * СО,
где ЧСС — частота сердечных сокращений, а СО — систолический объём (ударный объем, объём крови, выталкиваемый из одного желудочка за одну систолу сердца).
В норме эта величина варьирует в широких пределах: при необходимости сердечный выброс может увеличиться более чем в пять раз по сравнению с уровнем покоя.
Для индивидуальной оценки объема кровообращения Н.Н. Савицким было предложено определять величину должного минутного объема (ДМО), исходя из табличных величин основного обмена, т. е. с учетом напряженности обменных процессов в зависимости от возраста и пола.

### Принятые нормы значений
Систолический объём (СО) обычно измеряется с помощью эхокардиограммы для записи диастолического (ЭДО) и систолического (ЭСО) объёмов и последующего расчета разницы: СО = ЭДО - ЭСО. Систолический объём также можно измерить с помощью специализированного катетера, но эта процедура является инвазивной и, соответственно, гораздо более опасной для пациента. Среднее значение СО для отдыхающего человека весом в 70 кг составило бы приблизительно 70 мл.
Нормальным диапазоном значений систолического объёма считается 55—100 мл. Средняя частота сердечных сокращений в состоянии покоя составляет примерно 75 ударов в минуту, но у некоторых людей он может варьироваться от 60 до 100. Используя эти числа, получаем, что среднее значение систолического объёма составляет 5,25 л/мин, а диапазон 4,0—8,0 л/мин. Считается, что в норме величина МОК колеблется в пределах от 3 до 6 л, и в среднем в покое составляет 3,5—5,5 л, а при физических нагрузках может достигать 18—28 и даже 30 литров. Однако следует помнить, что эти цифры относятся к систолическому объёму каждого желудочка в отдельности, а не к сердцу в целом.
Существует несколько важных факторов, влияющих на систолический объём: размер сердца, физическое и психическое состояние человека, пол, сила и продолжительность сокращения, преднагрузка или ЭДО, а также постнагрузка или сопротивление. МОК зависит от возраста, веса, положения тела, от окружающей температуры воздуха и степени физического напряжения. Физиологические факторы, способствующие увеличению минутного объема сердца — физическая работа, нервное возбуждение, обильный прием жидкости, высокая окружающая температура воздуха, беременность.

### Дополнительные показатели
Разница между максимальным СО и СО в покое для данного индивида известна как его сердечный резерв и является мерой резервной способности сердца перекачивать кровь.
Систолический объём также используются для расчета фракции выброса — доли крови, которая накачивается или выбрасывается из сердца при каждом сокращении. Для расчета фракции выброса систолический объём делится на ЭДО; обычно выражается в процентах. Фракции выброса в норме колеблются от 55 до 70 %, в среднем 58 %.

### Книги
1. ↑  Фундаментальная и клиническая физиология :  [рус.] / под ред. А. Камкина, А. Каменского. — М. : Academia, 2004. — 1072 с. — ISBN 5-7695-1675-5.
2. ↑  Том 2. // Физиология человека: В 3-х томах :  [рус.] / Пер. с англ. / Под ред.  Р. Шмидта, Г. Тевса. — М. : Мир, 2005. — 314 с. — ISBN 5-03-003576-1.
3. ↑  Betts J. G., Desaix P. , Johnson E. W., Johnson J. E., Korol O., Kruse D., Poe B., Wise J., Womble M. D., Young K. A.. Anatomy and Physiology :  [англ.] : [арх. 3 июня 2020]. — OpenStax, 2013. — 1410 с. — ISBN 978-1-947172-04-3.